# Charchilla
Charchilla és un municipi francès situat al departament del Jura i a la regió de Borgonya - Franc Comtat. L'any 2007 tenia 221 habitants.

## Demografia

### Població
El 2007 la població de fet de Charchilla era de 221 persones. Hi havia 98 famílies de les quals 28 eren unipersonals (12 homes vivint sols i 16 dones vivint soles), 39 parelles sense fills i 31 parelles amb fills.
La població ha evolucionat segons el següent gràfic:
Habitants censats

### Habitatges
El 2007 hi havia 155 habitatges, 99 eren l'habitatge principal de la família, 37 eren segones residències i 19 estaven desocupats. 143 eren cases i 13 eren apartaments. Dels 99 habitatges principals, 80 estaven ocupats pels seus propietaris, 11 estaven llogats i ocupats pels llogaters i 9 estaven cedits a títol gratuït; 2 tenien dues cambres, 10 en tenien tres, 33 en tenien quatre i 54 en tenien cinc o més. 77 habitatges disposaven pel capbaix d'una plaça de pàrquing. A 37 habitatges hi havia un automòbil i a 55 n'hi havia dos o més.

### Piràmide de població
La piràmide de població per edats i sexe el 2009 era:
| Homes | Edats   | Dones |
| ----- | ------- | ----- |
| 0     | 95 o +  | 0     |
| 0     | 90 a 94 | 0     |
| 0     | 85 a 89 | 0     |
| 0     | 80 a 84 | 4     |
| 8     | 75 a 79 | 8     |
| 0     | 70 a 74 | 8     |
| 12    | 65 a 69 | 12    |
| 0     | 60 a 64 | 0     |
| 4     | 55 a 59 | 0     |
| 8     | 50 a 54 | 8     |
| 8     | 45 a 49 | 20    |
| 16    | 40 a 44 | 12    |
| 8     | 35 a 39 | 8     |
| 8     | 30 a 34 | 8     |
| 12    | 25 a 29 | 4     |
| 8     | 20 a 24 | 12    |
| 16    | 15 a 19 | 16    |
| 8     | 10 a 14 | 12    |
| 0     | 5 a 9   | 4     |
| 0     | 0 a 4   | 12    |

## Economia
El 2007 la població en edat de treballar era de 155 persones, 115 eren actives i 40 eren inactives. De les 115 persones actives 109 estaven ocupades (57 homes i 52 dones) i 6 estaven aturades (2 homes i 4 dones). De les 40 persones inactives 23 estaven jubilades, 6 estaven estudiant i 11 estaven classificades com a «altres inactius».

### Ingressos
El 2009 a Charchilla hi havia 106 unitats fiscals que integraven 256 persones, la mediana anual d'ingressos fiscals per persona era de 20.568 €.

### Activitats econòmiques
Dels 10 establiments que hi havia el 2007, 1 era d'una empresa extractiva, 3 d'empreses de fabricació d'altres productes industrials, 3 d'empreses de construcció, 1 d'una empresa de comerç i reparació d'automòbils, 1 d'una empresa de transport i 1 d'una empresa d'hostatgeria i restauració.
Dels 2 establiments de servei als particulars que hi havia el 2009, 1 era una oficina de correu i 1 fusteria.
L'any 2000 a Charchilla hi havia 6 explotacions agrícoles.

## Equipaments sanitaris i escolars
El 2009 hi havia una escola maternal integrada dins d'un grup escolar amb les comunes properes formant una escola dispersa.

## Poblacions més properes
El següent diagrama mostra les poblacions més properes.